# Nely Aquino
Neli Pereira de Aquino (São Sebastião do Maranhão, 17 de Novembro de 1972) é uma política brasileira, filiado ao Podemos (PODE), eleita para o cargo de Deputada Federal por Minas Gerais.

## Biografia
Nely começou sua carreira política em 2000, aonde tentou se eleger vereadora na cidade de Ribeirão das Neves, no qual não conseguiu se eleger atingindo a votação de 438 votos (0,55%).
Em 2016, Nely volta a se candidatar, desta vez à vereadora na cidade de Belo Horizonte, no qual conseguiu se eleger com a votação de 4.765 votos (0,43%).
Em 2018, se filia ao PRTB e se candidatou à Deputada Estadual, novamente não conseguindo se eleger, atingindo a votação de 6.241 votos (0,07%).
Em 2019, Nely se torna presidente da Câmara Municipal de Belo Horizonte, támbem se filiou ao Podemos no mesmo ano, partido no qual disputou a re-eleição, sendo re-eleita com 6.788 votos (0,63%).
Em 2021, Nely Aquino se torna novamente presidente da Câmara Municipal de Belo Horizonte, e em 2022, se candidatou à deputada federal, no qual foi eleita atingindo a votação de 66.866 votos.